# Jengki
Jengki, também chamado de estilo Yankee, era um pós-estilo arquitetônico modernista pós-guerra desenvolvido na Indonésia após a sua independência. O estilo era popular entre o final dos anos 1950 e início dos anos 1960.
O estilo Jengki refletiu a nova influência do Estados Unidos na arquitetura indonésia, depois de centenas de anos do domínio colonial holandês. Pode ser interpretado como uma interpretação tropical das casas de subúrbio modernistas pós-guerra americanas. Johan Silas, um arquiteto nativo, especula que essa arquitetura distinta é uma expressão do espírito político de liberdade entre os indonésios, que se traduz em uma arquitetura que difere do que os holandeses haviam feito.

## História

### Início

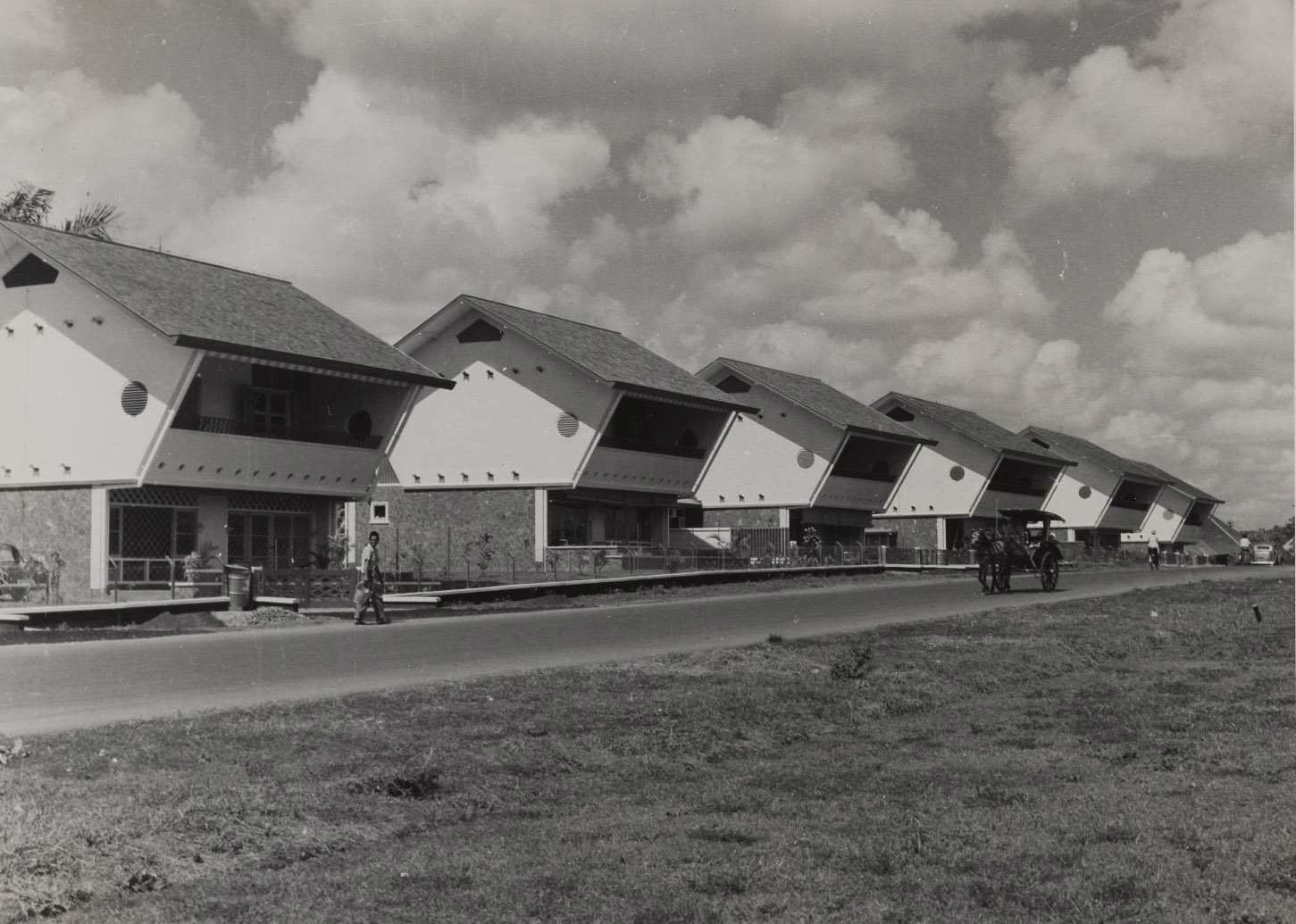
Bataafsche Petroleum Maatschappij, habitações populares, em Kebayoran Baru.

Estilo Jengki apareceu pela primeira vez com o desenvolvimento da nova cidade satélite Kebayoran Baru. A construção da área foi concluída em 1955. Estas casas, que foram feitas para as equipes da empresa de petróleo BPM, eram conhecidos por seu caráter ousado e ângulos peculiares. Por exemplo, casas de classe média em Kebayoran foram projetadas com um design quadrado ou retangular, mas o primeiro andar é inclinado para a frente para proteger a fachada do nível inferior do sol. Casas oficiais de nível inferior em Kebayoran fazem uso do pátio da frente.

### Desenvolvimento do novo estilo
O estilo foi desenvolvido na década de 1950. O uso arrojado da cor é introduzido, enquanto ângulos lúdicos e telhados incomuns caracterizam as casas deste período. Ele também está se tornando cada vez mais influenciado pelo estilo moderno americano de meados do século. Neste período, o estilo particular era conhecido na Indonésia como estilo Yankee ou Jengki devido à sua forte influência americana. Pode ser interpretado como uma interpretação tropical do estilo googie americano de meados do século. Os edifícios em estilo Jengki foram projetados principalmente por empresas de construção ou estudantes de arquitetura do Instituto Bandung de Tecnologia, onde o primeiro departamento de arquitetura da Indonésia foi fundado em 1951.